# Una vita da Dug
Una vita da Dug (Dug Days)  è una serie animata statunitense sviluppata da Bob Peterson per Disney+.
La serie è uno spin-off del film d'animazione Up e segue le vicende del golden retriever Dug e del suo nuovo padrone Carl Fredricksen.

## Trama
Dopo le avventure vissute insieme alle Cascate Paradiso, Carl ha ufficialmente adottato Dug, il golden retriever che riesce parlare grazie a un congegno ideato dal suo vecchio padrone. I due si trasferiscono in una nuova casa nei sobborghi, dove Dug vive nuove avventure.

## Episodi
| n° | Titolo originale | Titolo italiano    | Pubblicazione USA | Pubblicazione Italia |
| -- | ---------------- | ------------------ | ----------------- | -------------------- |
| 1  | Squirrel!        | Scoiattolo!        | 1º settembre 2021 | 1º settembre 2021    |
| 2  | Puppies          | Cuccioli           | 1º settembre 2021 | 1º settembre 2021    |
| 3  | Smell            | L'odore            | 1º settembre 2021 | 1º settembre 2021    |
| 4  | Flowers          | Fuochi d'artificio | 1º settembre 2021 | 1º settembre 2021    |
| 5  | Science          | Scienza            | 1º settembre 2021 | 1º settembre 2021    |

### Scoiattolo!
Carl costruisce una casetta per uccelli nel suo cortile. Dug si assume la responsabilità di proteggere la casetta in modo che gli uccelli possano nutrirsi del becchime. Tuttavia, uno scoiattolo che abita su un albero vicino la loro abitazione ruba i semi del becchime, proprio davanti a Dug. Dug, così, decide di prendere altro becchime dal sacchetto. Dopo aver inseguito di nuovo lo scoiattolo, Dug finisce sul ramo dell'albero nel quale l'animale abita che poi si rompe a causa del suo peso, facendo uscire tutte le ghiande dal nido dello scoiattolo. Provando compassione per lo scoiattolo, Dug condivide con lui il burro di arachidi di Carl. Successivamente, Dug confessa a Carl tutti gli sforzi impiegati a proteggere la casetta. Carl, Sebbene scioccato dal danno, si complimenta con Dug per i suoi impegni.

### Cuccioli
Carl fa da babysitter a cinque cuccioli, chiedendo l'aiuto di Dug per prendersi cura di loro. I cuccioli sono addormentati quando arrivano, ma Dug decide di svegliarli per giocare. Le cose cominciano ad andare storto quando i cuccioli masticano le orecchie e la coda di Dug. Dug si lamenta che i cuccioli non sono come pensava che sarebbero stati. Quindi, i cuccioli, scoprono i suoi giocattoli, facendone a pezzi uno. Dug riesce a tenere il resto al sicuro per breve tempo, ma alla fine tutti tranne il giocattolo a forma di maiale (il suo preferito) vengono fatti a pezzi. Dug costruisce un muro con i mobili del giardino e con altri oggetti nel tentativo di proteggere il suo giocattolo  dai cuccioli. Quando lo scoiattolo invade la casetta per uccelli e i cuccioli si allontanano da lui, insegna loro a non avere paura e come abbaiare contro di lui. Quando il proprietario dei cuccioli arriva per riportarli a casa, Dug regala loro il suo giocattolo a forma di maiale. Mentre si addormenta, Dug chiede a Carl se possono prendere dei cuccioli tutti per loro.

### L'odore
Dug sta vivendo la parte migliore della sua vita annusando gli odori di tutto ciò che c'è intorno, ma quando il vento cambia, portando con sé più odori, fra questi, c'è un odore che non ha mai sentito prima. Scavando tra le azalee (con Carl che glielo nega) e sotto il recinto, comincia a correre per il marciapiede per scoprire che l'odore appartiene a un incendio! Dug si affretta a tornare a casa per avvertire Carl, perdendo il suo collare durante la rincorsa. Dopo diverse incomprensioni riesce a convincere Carl a venire con lui facendo una passeggiata, e, successivamente, viene premiato con una medaglia con su scritto "Cane eroe".

### Fuochi d'artificio
Dopo aver partecipato a una festa in città, Carl e Dug passano la notte nel cortile a guardare i fuochi d'artificio, che vengono descritti da Carl come "degli enormi fiori", poi Dug si fa prendere dal panico quando sente l'esplosione dei fuochi d'artificio e corre per tutto il giardino fino alla casa. Ad un certo punto, Dug sviene e inizia a sognare cose che gli piacciono fino a quando i fiori nel suo sogno prendono vita e trasformano il sogno di Dug in un incubo. Carl risveglia Dug e gli mette delle cuffie per impedirgli di sentire i suoni dell'esplosione che lo calmano in modo che possa godersi il resto dello spettacolo.

### Scienza
Russell usa alcuni dei collari creati da Charles Muntz per fare esperimenti in altri animali permettendo loro di avere la possibilità di parlare. In questo modo fa sì che lo scoiattolo e una ghiandaia blu possano parlare con Dug. Questo fa capire a Dug i loro sentimenti ricordando i giorni in cui è stato espulso dal branco di Muntz e finalmente condivide un panino che Russell gli ha dato mentre Russell e Carl lo guardano orgogliosi. Più tardi quella notte, Dug domanda a Carl se è solo un animale domestico. Pur ammettendo di essere un animale domestico, Carl afferma a Dug di essere anche il suo migliore amico.

## Personaggi e doppiatori

### Personaggi principali
- Dug, doppiato in originale da Bob Peterson e in italiano da Neri Marcorè.
- Carl Fredricksen, doppiato in originale da Ed Asner e in italiano da Carlo Valli. Nel film originale era doppiato in italiano da Giancarlo Giannini.

### Personaggi secondari
- Russell, doppiato in originale da Jordan Nagai e in italiano da Alberto Vannini. Nel doppiaggio originale è stato doppiato usando registrazioni effettuate da Nagai nel 2009 e non utilizzate nel film originale. Nel film originale era doppiato in italiano da Arturo Valli.
- Il vicino, doppiato in originale da Neketia Henry.
- Scoiattolo, doppiato in originale da Simon Helberg e in italiano da Alessandro Rigotti.
- Mosca, doppiata da Jeff Pidgeon e in italiano da Carlo Cosolo.
- Uccello, doppiato da Sarayu Blue.
- Lumaca, doppiata da Heather Eisner.
- Madre di Russell, doppiata da Moon Choe.

## Produzione
La serie è stata annunciata il 10 dicembre del 2020 ed è stata prodotta dalla Pixar, con Bob Peterson come suo ideatore, regista, produttore e doppiatore.

## Distribuzione
Una vita da Dug è stato reso disponibile su Disney+ dal 1º settembre del 2021.